# ستيفن أودونيل
ستيفن أودونيل (بالإنجليزية: Stephen O'Donnell)‏ (15 يناير 1986 في جمهورية أيرلندا - ) هو لاعب كرة قدم أيرلندي في مركز الوسط. شارك مع منتخب جمهورية أيرلندا تحت 17 سنة لكرة القدم ومنتخب جمهورية أيرلندا تحت 21 سنة لكرة القدم ومنتخب جمهورية أيرلندا تحت 23 سنة لكرة القدم ‏. أما مع النوادي، فقد لعب مع نادي أرسنال ونادي بوهيميان ونادي دوندالك ونادي شامروك روفرز ونادي فالكيرك ونادي كورك سيتي ونادي غالواي ‏ وArsenal F.C. Under-21s and Academy ‏ وغالواي يونايتد ‏.

## وصلات خارجية
- ستيفن أودونيل على موقع قاعدة بيانات كرة القدم.إي يو (الإنجليزية)
- ستيفن أودونيل على موقع AS.com (الإسبانية)